# Szolnay Sándor
Szolnay Sándor (Kolozsvár, 1893. november 4. – Kolozsvár, 1950. április 14.) magyar festőművész.

## Élete, munkássága
Kolozsvárott érettségizett 1911-ben, majd a budapesti Műegyetemen folytatta tanulmányait, ahol építészetet tanult. Az első világháborúban olasz hadifogságba került, és csak 1919-ben térhetett haza. 1921-ben Nagybányára ment, és az ottani művésztelepen Thorma János és Réti István tanítványaként festészeti tanulmányokat folytatott. 
A kolozsvári képzőművészek törzsasztala a New York Kávéházban az 1920-as évek fontos találkozási helye volt. Sok művész, köztük Gaál Gábor, Kibédi Sándor, Neumann Jenő huga, Fekete Tivadar portréját itt készítette el Szolnay. A New York asztalánál fogalmazták meg a kolozsvároi művészek a Kolozsvári Szalon létrehozására felhívásukat. A felhívás alárírói Alex Popp, Ács Ferenc, Catul Bogdan, Tassy Demian, Romul Ladea, Rengler Nicolae, Szolnay Sándor, Widman Walter és Emil Cornea voltak. A  kiállítás 1930. november 30-án nyilt meg a Mezőgazdasági Bank főtéri épületében. 
1933 júliusában Szolnay Sándor és Szervátiusz Jenő művészeti szabadiskolát alapítanak. Szolnay festészetet, Szervátiusz szobrászatot tanít. A Minerva nyomda a szabadiskola rendelkezésére bocsátja a Brassai utcai épületében levő tágas manzárdhelyiséget. A két évig fennállt szabadiskola növendékei közül Balázs Péter festő és Nicolae Grigorescu műtörténet professzor tették ismertté a nevüket. 
Az 1930-as években több egyéni és csoportos kiállításon vett részt. A bécsi döntést követően Székelykeresztúrra menekült, ahol az Elekes családnál lakott a Fő utcán. A család kertjéről, a kert alatt folyó Küküllő patakról és a környékről festett képeket. Itt festette a Szalmakalapos önarckép és a Virágzó gyümölcsöskert című képeket. A virágzó gyümölcsös csupa mozgás, tavaszi ritmus. Színekben végtelenül egyszerű, hajszál választja el attól, hogy a friss zöldek nyersek, a zöld-rózsaszín akkordok édeskések legyenek. A félkörben összehajló ágak a tócsákkal szaggatott füvön tavaszi lendületet és örömöt fejeznek ki.

## Stílusa
A nagybányaiak mellett Paul Cezanne művészete volt rá legnagyobb hatással, mintegy a posztimpresszionizmus jegyében alakította ki sajátos formavilágát. Képeinek témája főként az erdélyi táj és az erdélyi emberek. Technikája a kezdeti vastagon kezelt olajfelületektől mindinkább a fényekkel átitatott, szinte vízfestményszerű festékfelrakás felé fordult.

## Munkái (válogatás)

### Festmények
1. Nagybányai gyümölcsös kert (1923) [5]

Virágzó gyümölcsöskert, 1941

2. Kaszálók napraforgós tájban (1923-1924, olaj, vászon)
3. Csíksomlyói táj (1925, olaj, vászon)
4. Barátkámzsás önarckép (1925, olaj, vászon)
5. Naplemente (1926, pasztell)
6. Kilátás az ablakból (1926, olaj, vászon)
7. Gaál Gábor arcképe (1930, olaj, vászon)
8. Kibédi Sándor arcképe (1930, olaj, vászon)
9. Neumann Mária arcképe (1930, olaj, vászon)
10. Napraforgós önarckép (1932, olaj, vászon)
11. Csíkos sapkás önarckép (1932, olaj, vászon)
12. Fotelban ülő nő (Bálint Zoltánné arcképe) (1931, olaj, vászon)
13. Pista bácsi, a pereces (1933, olaj, vászon)
14. Tamási Áron arcképe (1932, olaj, vászon)
15. Kováts József arcképe (1934, olaj, vászon)
16. Lombjavesztett sétány (1936, olaj, vászon)
17. Kolozsvári templomtornyok (1934, pasztell)
18. Tulipánok (1937, olaj, vászon)
19. Enyedi utca (1937, olaj, vászon)
20. Alvó gyermekek (1937, olaj, vászon)
21. Virágcsokor kék háttérrel (1938, olaj, furnérlemez)
22. Ősz a Küküllő völgyében (Tó a hegyek között) (1938-1939, olaj, vászon)
23. Virág és gyümölcs (1939, olaj, vászon)
24. Városszéle télen (1939, olaj, vászon)
25. A vártemplom felé, tavasszal (1939, olaj, vászon)
26. Park templommal (1939, olaj, vászon)[6]
27. Segesvári tavasz (1940, olaj, vászon)
28. Szalmakalapos önarckép (1940, olaj, vászon)[7]
29. Krizantémek fekete csikos szőttessel (1941, olaj, furnirlemez)[8]
30. Virágzó gyümölcsöskert (1941, olaj, vászon)
31. Hóolvadás (1943, 67x62 cm, olaj, falemez[9]
32. Szeptember (Szamos-part) (1943, olaj, furnirlemez)
33. Téli fasor (1943, olaj, vászon)
34. Őszi napsütés (1944, olaj, furnirlemez)
35. Önarckép az ablakban (1946, olaj, furnirlemez)
36. Téli napsütés (1946, olaj, furnirlemez)
37. Fenyők a hóban (1946, olaj, vászon)
38. Zúzmara (1946, olaj, fúrnirlemez)
39. Szobabelső (1949, olaj, furnirlemez)
40. Önarckép (1949, olaj, furnirlemez)
41. Gyermekek a fűben (1947, olaj, fa)
42. Sárga lombú fák (1945, olaj, furnirlemez)
43. Koratavasz (1950, olaj, furnirlemez)
44. Hóolvadás (Erdély) 1943 [10]

### Rajzok
1. Tábori levelezőlap a frontról (1916, ceruzarajz)
2. Tábori levelezőlap a frontról (1916, ceruzarajz)
3. Plakát első kiállításán (1923)
4. Fekvő akt (1923, olaj, vászon)
5. Géptanulmány (1929, olaj, vászon)
6. Plakát az Erdélyi Képzőművészek Kiállítására (1930)
7. Plakát (1930)
8. Plakát (1933)
9. Az Őszi napsütés erővonalai
10. A Csíksomlyói táj erővonalai
11. A virágzó gyümölcsös erővonalai
12. A városszéle télen erővonalai
13. Illusztrációk Méliusz József Sors és jelkép című könyvéhez

### Könyvei
- A világ legvégén, Dacia Könyvkiadó, Kolozsvár, 1973
- Erdély színei Komp-Press Korunk Baráti Társaság, 2010[11]

## Társasági tagság
- Nagybányai Festők Társasága
- Barabás Miklós Céh

## Emlékezete

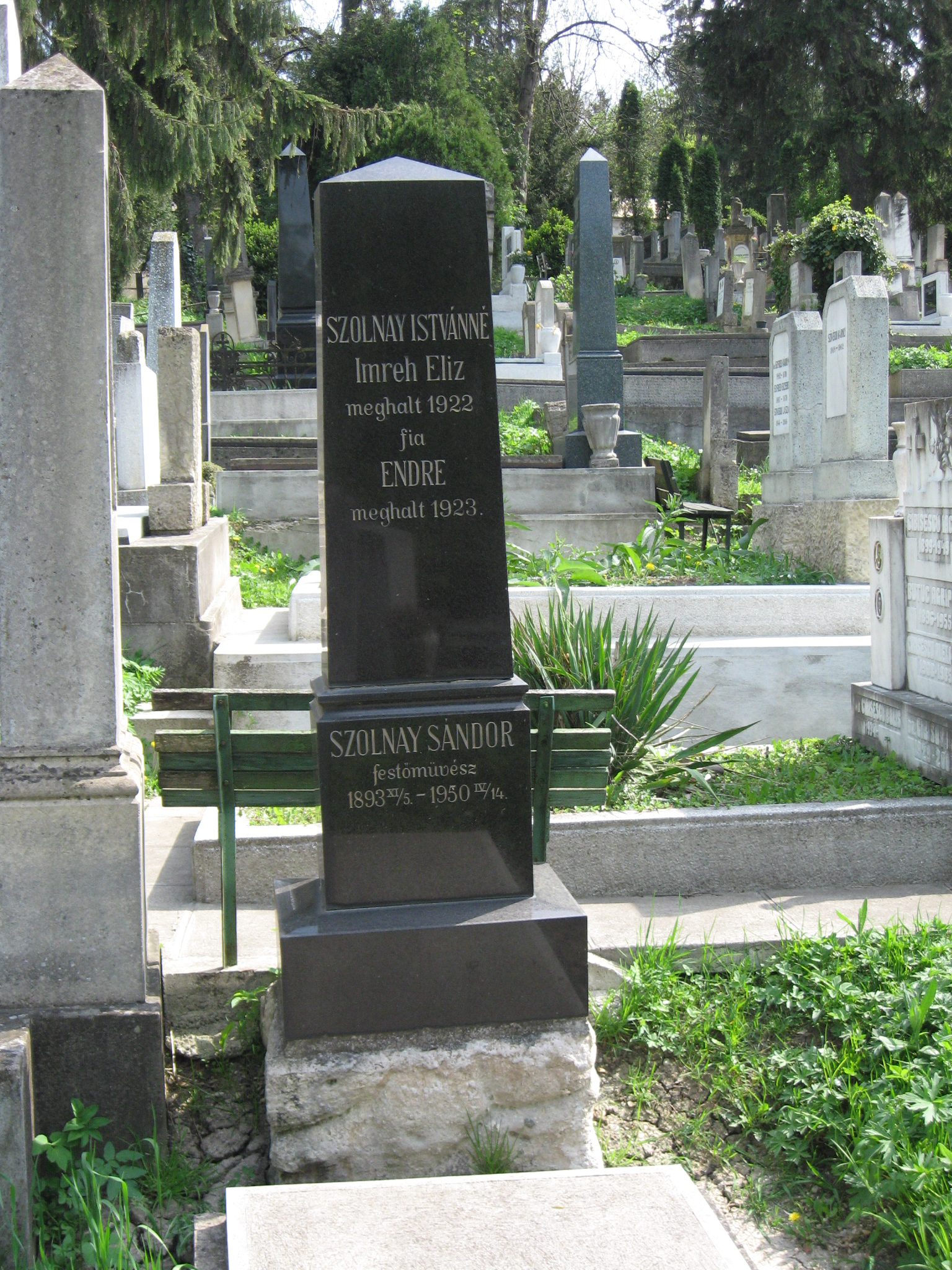
Sírja a Házsongárdi temetőben

- Róla nevezték el az EMKE egyik díját.
- Fennmaradt róla egy anekdota, melyet Orbán János: Székelykeresztúr története című munkájában írt meg (366. old.)